# Barie
Barie es una  comuna francesa situada en el departamento de Gironda, en la región de Nueva Aquitania.

## Demografía
| 333 | 289 | 277 | 260 | 234 | 211 | 289 |
| Para los censos de 1962 a 1999 la población legal corresponde a la población sin duplicidades (Fuente: INSEE [Consultar]) |     |     |     |     |     |     |